# Bonni Egyetem
A Bonni Egyetem Bonn nyilvános oktatási intézménye, amelyet 1818-ban III. Frigyes Vilmos porosz király alapított, ma Németország egyik legnagyobb egyeteme. A kétszáz éves intézménynek ma több mint 8800 alkalmazottja és több mint 38 000 diákja van.
Az egyetem a Corps Borussia Bonn tanulóegyesület tagja, amelynek része volt sok tagja felemelkedésében.
A Max Planck Társaság itt működő részlegei:
- Max Planck Institute for Research on Collective Goods
- Max Planck Institute for Radio Astronomy
- Max Planck Institute for Mathematics

## Híres professzorai, diákjai
Karl Dietrich Hüllmann az egyetem első rektora volt.
Hét Nobel-dijasa van, közöttük Harald zur Hausen, Wolfgang Paul (1913–1993) német fizikus, Reinhard Selten és Otto Wallach, tizennégy Gottfried-Wilhelm-Leibniz-díjasa, három Fields-érem-díjasa, további nevezetes diákjai: Joseph Ratzinger, Heinrich Heine, Karl Marx, Konrad Adenauer, Christian Lindner, Robert Schuman, Joseph Schumpeter, Friedrich Nietzsche, Joseph Goebbels, Max Ernst, Karl Barth (1886–1968) svájci református teológus, August Kekulé és Heinrich Hertz.
A Times Higher Education folyóirat 2016-ban a 113. helyre sorolta a világranglistán. Részt vesz a McMaster University és a Queen Mary University of London munkájában. A német egyetemek között a 12. helyet foglalja el a Georg-August-Universität Göttingen (világranglistán 112.) mögött és az Universität Ulm (világranglistán 135.) előtt.